# 메가머저
메가머저(Megamerger)는 거대 기업간 합병을 뜻하는 단어로 같은 업종 내 2개 이상의 대형기업을 통합해 시장지배력을 강화하는 데 목적이 있다. 하지만 메가머저는 80년대 초에 강도 높게 추진된 산업합리화 정책과는 분명한 차이가 있다. 산업합리화 정책은 정부가 인위적으로 자동차와 중공업 등의 특정 산업을 통폐합, 일원화한 초법적 조치인 데 반해 메가머저는 해당기업들이 시장 경제 내에서 자율적으로 추진한다는 점에서 차이가 있다.